# 11월 사회주의자
11월 사회주의자(핀란드어: Marraskuun sosialistit 마라스쿤 소시알리스티트[*])는 1905년 총파업 당시 핀란드 사회민주당에 소속되어 활동한 대학생 사회주의자들이다. 11월 사회주의자들은 사회주의란 과학이며 사회주의 사회에서 명확하고 필수적인 사회 모델로 사용될 수 있다고 보았다. 11월 사회주의자들은 사회민주당의 소위 "지식인 부문"을 이루었고, 보헤미아계 사회민주주의자 카를 카우츠키의 노선을 따랐다.
11월 사회주의자들은 본래 1905년 3월 만들어진 사회민주학생동맹의 회원들로, 그 중심 구성원은 오토 빌레 쿠시넨, 에드바르드 귈링, 위리외 시롤라, 술로 부올리요키 등이었다. 1905년 11월 이 조직이 없어지면서 소속되었던 대학생 회원들은 사회민주당에 입당했다. 학교의 반수감위원회를 이끌었던 쿠시넨은 다른 회원들보다 1년 앞서 입당했다. 1905년 12월, 11월 사회주의자들은 소시알리스티넨 아이카카우슬레흐티라는 잡지를 창간해 공론장으로 삼고 귈링과 쿠시넨이 주필을 맡았다. 1907년 의회개혁 이후 1908년 선거에서 11월 사회주의자의 핵심 인물 4명은 모두 의원에 당선되었다.
그 외에 11월 사회주의자 계파에 속한 사람으로는 세베리 알란네, 마르티 코베로, 쿨레르보 만네르, 미코 우오티넨, 배이뇌 부올리요키 등이 있다. 11월 사회주의자들은 나중에 대부분 당내 좌파인 실타섬파에 속했다.